# Pologne aux Jeux olympiques d'été de 2008
La Pologne participe aux Jeux olympiques d'été de 2008 à Pékin. Il s'agit de sa 19e participation à des Jeux d'été. La Pologne est présente dans 22 sports. Au total, 263 athlètes polonais (dont 160 hommes et 103 femmes) participent aux Jeux olympiques.

## Bilan général
| Place | Sport         | Médaille d'or, Jeux olympiques | Médaille d'argent, Jeux olympiques | Médaille de bronze, Jeux olympiques | Total |
| 1     | Athlétisme    | 1                              | 1                                  | 0                                   | 2     |
| 1     | Aviron        | 1                              | 1                                  | 0                                   | 2     |
| 3     | Haltérophilie | 1                              | 0                                  | 1                                   | 2     |
| 4     | Gymnastique   | 1                              | 0                                  | 0                                   | 1     |
| 5     | Canoë-kayak   | 0                              | 1                                  | 0                                   | 1     |
| 5     | Escrime       | 0                              | 1                                  | 0                                   | 1     |
| 5     | Cyclisme      | 0                              | 1                                  | 0                                   | 1     |
| 8     | Lutte         | 0                              | 0                                  | 1                                   | 1     |
| Total | Total         | 4                              | 5                                  | 2                                   | 11    |

### Record établi

#### Olympique
| Sport       | Discipline     | Sportif(s) | Performance |
| Tir à l'arc | Individuel (H) | Jacek Proc | 116         |

Note : Le record était alors détenu par le coréen Lee Chang-Hwan, qui avait établi un score de 115.

## Médaillés polonais

### Médailles d'or
| Médaille(s) par jour | Médaille(s) par jour | Médaille(s) par jour           | Médaille(s) par jour               | Médaille(s) par jour                | Médaille(s) par jour | Médaille(s) par jour |
| -------------------- | -------------------- | ------------------------------ | ---------------------------------- | ----------------------------------- | -------------------- | -------------------- |
| Jour                 | Date                 | Médaille d'or, Jeux olympiques | Médaille d'argent, Jeux olympiques | Médaille de bronze, Jeux olympiques | Total                |                      |
| Jour 0               | 8                    | —                              | —                                  | —                                   | —                    |                      |
| Jour 1               | 9                    | 0                              | 0                                  | 0                                   | 0                    |                      |
| Jour 2               | 10                   | 0                              | 0                                  | 0                                   | 0                    |                      |
| Jour 3               | 11                   | 0                              | 0                                  | 0                                   | 0                    |                      |
| Jour 4               | 12                   | 0                              | 0                                  | 0                                   | 0                    |                      |
| Jour 5               | 13                   | 0                              | 0                                  | 0                                   | 0                    |                      |
| Jour 6               | 14                   | 0                              | 0                                  | 0                                   | 0                    |                      |
| Jour 7               | 15                   | 1                              | 1                                  | 0                                   | 2                    |                      |
| Jour 8               | 16                   | 0                              | 0                                  | 0                                   | 0                    |                      |
| Jour 9               | 17                   | 1                              | 2                                  | 1                                   | 4                    |                      |
| Jour 10              | 18                   | 1                              | 0                                  | 0                                   | 1                    |                      |
| Jour 11              | 19                   | 0                              | 1                                  | 0                                   | 1                    |                      |
| Jour 12              | 20                   | 0                              | 0                                  | 0                                   | 0                    |                      |
| Jour 13              | 21                   | 0                              | 0                                  | 0                                   | 0                    |                      |
| Jour 14              | 22                   | 0                              | 0                                  | 0                                   | 0                    |                      |
| Jour 15              | 23                   | 0                              | 2                                  | 0                                   | 2                    |                      |
| Jour 16              | 24                   | 0                              | 0                                  | 0                                   | 0                    |                      |
| Total                | —                    | 3                              | 6                                  | 1                                   | 10                   |                      |

| Sport              | Discipline           | Sportif(s)                                                    | Performance   |
| Médailles d'or : 4 |                      |                                                               |               |
| Athlétisme         | Lancer du poids (H)  | Tomasz Majewski                                               | 21,51 m       |
| Aviron             | Quatre de couple (H) | Michał Jeliński Marek Kolbowicz Adam Korol Konrad Wasielewski | 5 min 41 s 33 |
| Gymnastique        | Saut de cheval (H)   | Leszek Blanik                                                 | 16,537 pts    |
| Haltérophilie      | Moins de 96 kg (H)   | Szymon Kołecki                                                | 403 kg        |

### Médailles d'argent
| Sport                  | Discipline                           | Sportif(s)                                                           | Performance    |
| Médailles d'argent : 5 |                                      |                                                                      |                |
| Athlétisme             | Lancer du disque (H)                 | Piotr Małachowski                                                    | 67,82 m        |
| Aviron                 | Quatre sans barreur poids légers (H) | Łukasz Pawłowski Bartłomiej Pawełczak Miłosz Bernatajtys Paweł Rańda | 5 min 49 s 39  |
| Canoë-kayak            | K2 500 m (F)                         | Beata Mikolajczyk Aneta Konieczna                                    | 1 min 42 s 092 |
| Escrime                | Épée par équipes (H)                 | Tomasz Motyka Adam Wiercioch Radosław Zawrotniak Robert Andrzejuk    |                |
| VTT                    | Cross-country (F)                    | Maja Włoszczowska                                                    | 1 h 45 min 52  |

### Médaille de bronze
| Sport                  | Discipline          | Sportif(s)          | Performance |
| Médaille de bronze : 2 |                     |                     |             |
| Lutte libre            | Moins de 72 kg (F)  | Agnieszka Wieszczek |             |
| Haltérophilie          | Moins de 105 kg (H) | Marcin Dołęga       | 420 kg      |

## Engagés polonais par sport

### Athlétisme
| (31 athlètes) - Marathon : Henryk Szost, Arkadiusz Sowa - 20 km marche : Rafał Augustyn, Jakub Jelonek - 50 km marche : Artur Brzozowski, Rafał Fedaczyński, Grzegorz Sudoł - 100 m : Dariusz Kuć - 200 m : Marcin Jędrusiński - 800 m : Marcin Lewandowski, Paweł Czapiewski - 110 m haies : Artur Noga - 400 m haies : Marek Plawgo - 3000 m steeple : Tomasz Szymkowiak - 4 × 100 m : Marcin Nowak, Łukasz Chyła, Robert Kubaczyk, Kamil Masztak - 4 × 400 m : Daniel Dąbrowski, Piotr Klimczak, Piotr Wiaderek, Rafał Wieruszewski - Saut à la perche : Przemysław Czerwiński - Lancer du poids : Tomasz Majewski () - Lancer du marteau : Szymon Ziółkowski - Lancer du disque : Piotr Małachowski () - Lancer du javelot : Igor Janik - Saut en hauteur : Michał Bieniek - Saut en longueur : Marcin Starzak | (35 athlètes) - Marathon : Monika Drybulska, Dorota Gruca - 20 km marche : Sylwia Korzeniowska - 100 m : Daria Korczyńska - 200 m : Marta Jeschke - 400 m : Monika Bejnar - 800 m : Anna Rostkowska - 1 500 m : Sylwia Ejdys, Anna Jakubczak, Lidia Chojecka - 100 m haies : Aurelia Kollasch - 400 m haies : Anna Jesień - 3000 m steeple : Katarzyna Kowalska, Wioletta Frankiewicz - 4 × 100 m : Ewelina Klocek, Joanna Kocielnik, Dorota Jędrusińska - 4 × 400 m : Grażyna Prokopek-Janáček, Jolanta Wójcik, Agnieszka Karpiesiuk, Izabela Kostruba - Saut à la perche : Monika Pyrek, Anna Rogowska, Joanna Piwowarska - Lancer du poids : Krystyna Zabawska - Lancer du marteau : Małgorzata Zadura, Kamila Skolimowska, Anita Włodarczyk - Lancer du disque : Żaneta Glanc, Joanna Wiśniewska, Wioletta Potępa - Lancer du javelot : Urszula Jasińska, Barbara Madejczyk - Heptathlon : Karolina Tymińska, Kamila Chudzik |

#### Hommes
| Épreuve               | Athlète               | Séries      | Séries | Quarts de finale | Quarts de finale | Demi-finales | Demi-finales | Finale       | Finale            |
| Épreuve               | Athlète               | Résultat    | Rang   | Résultat         | Rang             | Résultat     | Rang         | Résultat     | Rang              |
| --------------------- | --------------------- | ----------- | ------ | ---------------- | ---------------- | ------------ | ------------ | ------------ | ----------------- |
| 100 mètres            | Dariusz Kuć           | 10.44       | 5e Q   | 10.46            | 7e               | -            | -            | -            | -                 |
| 200 mètres            | Marcin Jędrusiński    | 20.64       | 2e Q   | 20.58            | 4e               | -            | -            | -            | -                 |
| 400 mètres            | Daniel Dąbrowski      | 47.83       | 8e     | -                | -                | -            | -            | -            | -                 |
| 800 mètres            | Paweł Czapiewski      | 1min 47.66  | 3e     | -                | -                | -            | -            | -            | -                 |
| 800 mètres            | Marcin Lewandowski    | 1min 45.89  | 4e Q   | NC               | NC               | 1min 47.24   | 7e           | -            | -                 |
| 110 mètres haies      | Artur Noga            | 13.53       | 1er Q  | 13.36            | 2e Q             | 13.34        | 2e Q         | 13.36        | 5e                |
| 400 mètres haies      | Marek Plawgo          | 49.17       | 3e Q   | NC               | NC               | 48.75        | 4e Q         | 48.52        | 6e                |
| 3000m steeple         | Tomasz Szymkowiak     | 8 min 29.37 | 7e     | -                | -                | -            | -            | -            | -                 |
| Relais 4 × 100 mètres | Marcin Nowak          | Abandon     | /      | -                | -                | -            | -            | -            | -                 |
| Relais 4 × 100 mètres | Łukasz Chyła          | Abandon     | /      | -                | -                | -            | -            | -            | -                 |
| Relais 4 × 100 mètres | Marcin Jędrusiński    | Abandon     | /      | -                | -                | -            | -            | -            | -                 |
| Relais 4 × 100 mètres | Dariusz Kuć           | Abandon     | /      | -                | -                | -            | -            | -            | -                 |
| Relais 4 × 400 mètres | Rafał Wieruszewski    | 3 min 00.74 | 5e Q   | NC               | NC               | NC           | NC           | 3 min 00.32  | 6e                |
| Relais 4 × 400 mètres | Piotr Klimczak        | 3 min 00.74 | 5e Q   | NC               | NC               | NC           | NC           | 3 min 00.32  | 6e                |
| Relais 4 × 400 mètres | Piotr Kędzia          | 3 min 00.74 | 5e Q   | NC               | NC               | NC           | NC           | 3 min 00.32  | 6e                |
| Relais 4 × 400 mètres | Marek Plawgo          | 3 min 00.74 | 5e Q   | NC               | NC               | NC           | NC           | 3 min 00.32  | 6e                |
| 20 km marche          | Jakub Jelonek         | NC          | NC     | NC               | NC               | NC           | NC           | 1h 30 min 37 | 46e               |
| 20 km marche          | Rafał Augustyn        | NC          | NC     | NC               | NC               | NC           | NC           | 1h 24 min 25 | 29e               |
| 50 km marche          | Artur Brzozowski      | NC          | NC     | NC               | NC               | NC           | NC           | DQ           | /                 |
| 50 km marche          | Grzegorz Sudoł        | NC          | NC     | NC               | NC               | NC           | NC           | 3h 47 min 18 | 9e                |
| 50 km marche          | Rafał Fedaczyński     | NC          | NC     | NC               | NC               | NC           | NC           | 3h 46 min 51 | 8e                |
| Saut en longueur      | Marcin Starzak        | 7,62m       | 17e    | -                | -                | -            | -            | -            | -                 |
| Saut en hauteur       | Michał Bieniek        | 2,20m       | 14e    | -                | -                | -            | -            | -            | -                 |
| Saut à la perche      | Przemysław Czerwiński | 5,65m       | 2e Q   | NC               | NC               | NC           | NC           | 5,45m        | 10e               |
| Lancer du poids       | Tomasz Majewski       | 21,04m      | 1er Q  | NC               | NC               | NC           | NC           | 21,51m       | Médaille d'or     |
| Lancer du disque      | Piotr Małachowski     | 65,94m      | 1er Q  | NC               | NC               | NC           | NC           | 67,82m       | Médaille d'argent |
| Lancer du marteau     | Szymon Ziółkowski     | 79,55m      | 1er Q  | NC               | NC               | NC           | NC           | 79,22m       | 7e                |
| Lancer du javelot     | Igor Janik            | 77,63m      | 10e    | -                | -                | -            | -            | -            | -                 |

#### Femmes
| Épreuve               | Athlète                     | Séries      | Séries | Quarts de finale | Quarts de finale | Demi-finales | Demi-finales | Finale       | Finale |
| Épreuve               | Athlète                     | Résultat    | Rang   | Résultat         | Rang             | Résultat     | Rang         | Résultat     | Rang   |
| --------------------- | --------------------------- | ----------- | ------ | ---------------- | ---------------- | ------------ | ------------ | ------------ | ------ |
| 100 mètres            | Daria Korczyńska            | 11.22       | 3e Q   | 11.41            | 5e               | -            | -            | -            | -      |
| 200 mètres            | Marta Jeschke               | 23.59       | 7e     | -                | -                | -            | -            | -            | -      |
| 400 mètres            | Monika Bejnar               | 52.80       | 6e     | -                | -                | -            | -            | -            | -      |
| 800 mètres            | Anna Rostkowska             | 2 min 02.11 | 3e Q   | NC               | NC               | 1 min 58.84  | 5e           | -            | -      |
| 1500 mètres           | Sylwia Ejdys                | 4 min 08.37 | 6e     | -                | -                | -            | -            | -            | -      |
| 1500 mètres           | Lidia Chojecka              | 4 min 19.57 | 10e    | -                | -                | -            | -            | -            | -      |
| 1500 mètres           | Anna Jakubczak              | 4 min 07.33 | 7e     | -                | -                | -            | -            | -            | -      |
| Marathon              | Dorota Gruca                | NC          | NC     | NC               | NC               | NC           | NC           | 2h 33 min 32 | 30e    |
| Marathon              | Monika Drybulska            | NC          | NC     | NC               | NC               | NC           | NC           | 2h 32 min 39 | 24e    |
| 100 mètres haies      | Aurelia Trywianska-Kollasch | 12.98       | 4e Q   | NC               | NC               | 12.96        | 6e           | -            | -      |
| 400 mètres haies      | Anna Jesień                 | 55.35       | 2e Q   | NC               | NC               | 54.36        | 3e Q         | 54.29        | 5e     |
| 3 000 mètres steeple  | Katarzyna Kowalska          | 9 min 47.02 | 11e    | -                | -                | -            | -            | -            | -      |
| 3 000 mètres steeple  | Wioletta Frankiewicz        | 9 min 21.88 | 3e Q   | NC               | NC               | NC           | NC           | 9 min 21.76  | 8e     |
| Relais 4 × 100 mètres | Ewelina Klocek              | 43.47       | 5e Q   | NC               | NC               | NC           | NC           | DSQ          | /      |
| Relais 4 × 100 mètres | Daria Korczyńska            | 43.47       | 5e Q   | NC               | NC               | NC           | NC           | DSQ          | /      |
| Relais 4 × 100 mètres | Dorota Jedrusinska          | 43.47       | 5e Q   | NC               | NC               | NC           | NC           | DSQ          | /      |
| Relais 4 × 100 mètres | Joanna Kocielnik            | 43.47       | 5e Q   | NC               | NC               | NC           | NC           | DSQ          | /      |
| Relais 4 × 400 mètres | Monika Bejnar               | 3 min 28.23 | 6e     | -                | -                | -            | -            | -            | -      |
| Relais 4 × 400 mètres | Jolanta Wojcik              | 3 min 28.23 | 6e     | -                | -                | -            | -            | -            | -      |
| Relais 4 × 400 mètres | Anna Jesień                 | 3 min 28.23 | 6e     | -                | -                | -            | -            | -            | -      |
| Relais 4 × 400 mètres | Grażyna Prokopek            | 3 min 28.23 | 6e     | -                | -                | -            | -            | -            | -      |
| 20 km marche          | Sylwia Korzeniowska         | NC          | NC     | NC               | NC               | NC           | NC           | 1h 31 min 19 | 20e    |
| Saut à la perche      | Joanna Piwowarska           | 4,30m       | 9e     | -                | -                | -            | -            | -            | -      |
| Saut à la perche      | Monika Pyrek                | 4,50m       | 5e Q   | NC               | NC               | NC           | NC           | 4,70m        | 5e     |
| Saut à la perche      | Anna Rogowska               | 4,50m       | 4e Q   | NC               | NC               | NC           | NC           | 4,45m        | 11e    |
| Lancer du poids       | Krystyna Zabawska           | NM          | /      | -                | -                | -            | -            | -            | -      |
| Lancer du disque      | Żaneta Glanc                | NM          | /      | -                | -                | -            | -            | -            | -      |
| Lancer du disque      | Wioletta Potepa             | 59,44m      | 9e     | -                | -                | -            | -            | -            | -      |
| Lancer du disque      | Joanna Wiśniewska           | 59,40m      | 10e    | -                | -                | -            | -            | -            | -      |
| Lancer du marteau     | Malgorzata Zadura           | 64,13m      | 18e    | -                | -                | -            | -            | -            | -      |
| Lancer du marteau     | Anita Włodarczyk            | 71,76m      | 3e Q   | NC               | NC               | NC           | NC           | 71,56m       | 4e     |
| Lancer du marteau     | Kamila Skolimowska          | 69,79m      | 5e Q   | NC               | NC               | NC           | NC           | NM           | /      |
| Lancer du javelot     | Urszula Piwnicka            | 59,28m      | 8e     | -                | -                | -            | -            | -            | -      |
| Lancer du javelot     | Barbara Madejczyk           | 62,81m      | 3e Q   | NC               | NC               | NC           | NC           | 62,02m       | 6e     |
| Heptathlon            | Kamila Chudzik              | NC          | NC     | NC               | NC               | NC           | NC           | 6157pts      | 15e    |
| Heptathlon            | Karolina Tymińska           | NC          | NC     | NC               | NC               | NC           | NC           | 6428pts      | 7e     |

### Aviron

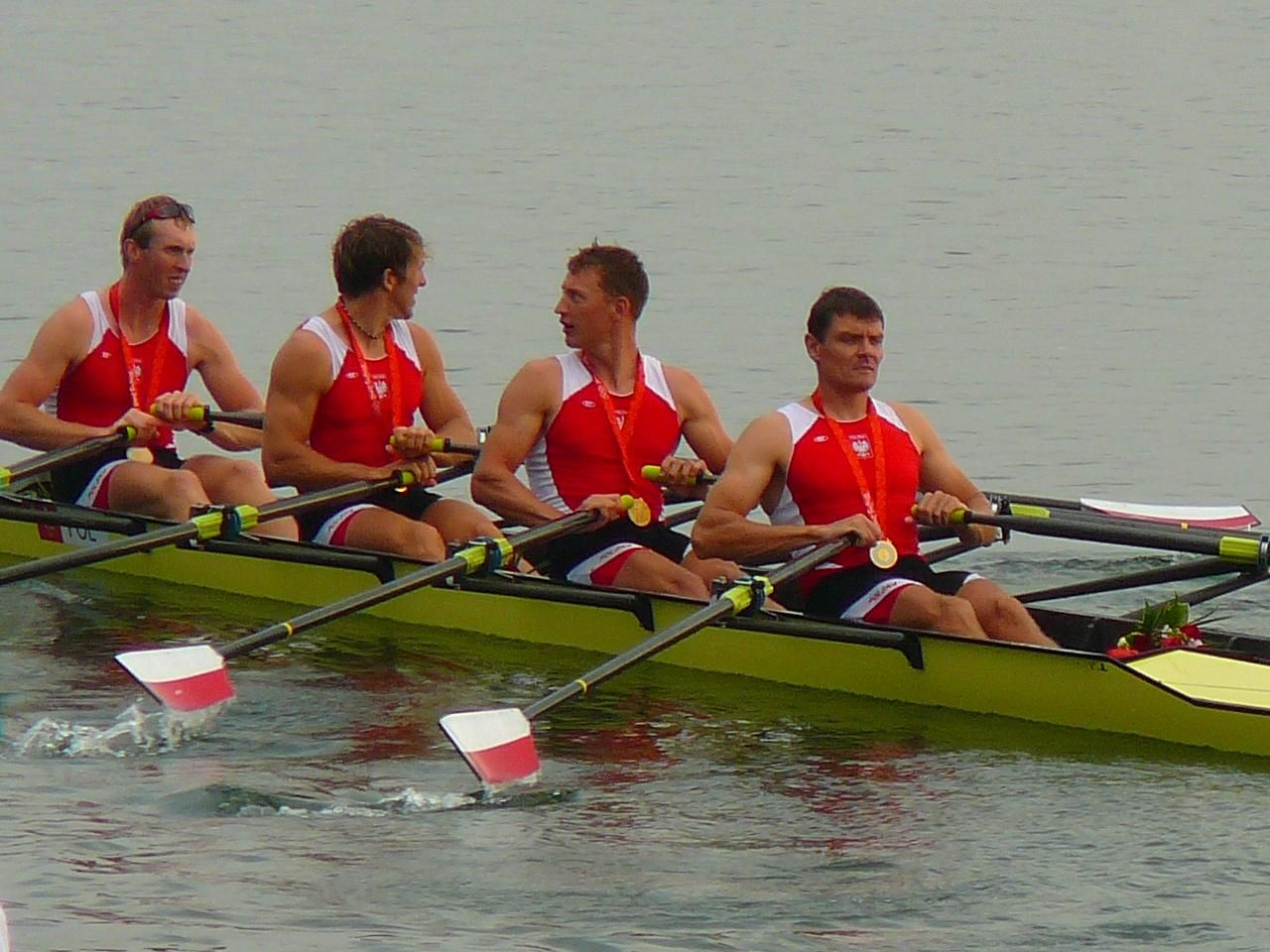
Quatre de couple polonais médaillé d'or

#### Hommes
- Deux de couple : Jarosław Godek, Piotr Hojka
- Quatre sans barreur poids légers : Lukasz Pawlowski, Bartlomiej Pawelczak, Milosz Bernatajtys, Pawel Randa ()
- Quatre de couple : Konrad Wasielewski, Marek Kolbowicz, Michal Jelinski, Adam Korol ()
- Huit : Patryk Brzeziński, Piotr Buchalski, Mikołaj Burda, Wojciech Gutorski, Rafał Hejmej, Sebastian Kosiorek, Sławomir Kruszkowski, Michał Stawowski, Daniel Trojanowski

#### Femmes
- Skiff : Julia Michalska

| Athlète(s)                                                                        | Compétition                      | Série         | Série | Quart de finale | Quart de finale | Demi-finale   | Demi-finale | Finale                 | Finale            |
| Athlète(s)                                                                        | Compétition                      | Temps         | Rang  | Temps           | Rang            | Temps         | Rang        | Temps                  | Rang              |
| --------------------------------------------------------------------------------- | -------------------------------- | ------------- | ----- | --------------- | --------------- | ------------- | ----------- | ---------------------- | ----------------- |
| Konrad Wasielewski Marek Kolbowicz Michał Jeliński Adam Korol                     | Quatre de couple                 | 5 min 38 s 76 | 1er   | NC              | NC              | 5 min 51 s 29 | 1er         | 5 min 41 s 33          | Médaille d'or     |
| Piotr Hojka                                                                       | Deux sans barreur                | 7 min 01 s 90 | 4e    | 6 min 44 s 19   | 5e              | NC            | NC          | Finale C 6 min 53 s 68 | 2e                |
| Jarosław Godek                                                                    | Deux sans barreur                | 7 min 01 s 90 | 4e    | 6 min 44 s 19   | 5e              | NC            | NC          | Finale C 6 min 53 s 68 | 2e                |
| Łukasz Pawłowski Bartłomiej Pawełczak Miłosz Bernatajtys Paweł Rańda              | Quatre sans barreur poids légers | 5 min 52 s 06 | 3e    | -               | -               | 6 min 06 s 60 | 1er         | 5 min 49 s 39          | Médaille d'argent |
| Kosiorek Stawowski Brzezinski Kruszo Hejmej Brzezinski Gutorski Burda Trojanowski | Huit                             | 5 min 34 s 95 | 2e    | 5 min 42 s 92   | 4e              | NC            | NC          | 5 min 31 s 42          | 5e                |

### Badminton

#### Homme
| Discipline | Sportif                        | Détails             | Détails                        | Détails                       | Détails                                  | Détails    | Détails |
|            |                                | 1/64 de finale      | 1/32 de finale                 | 1/16 de finale                | 1/4 de finale                            | 1/2 finale | Finale  |
| Simple     | Przemysław Wacha               | Must (21-14, 21-15) | Boesiger (21-12, 11-21, 21-16) | Chunlai (11-21, 21-19, 13-21) |                                          |            |         |
| Double     | Michał Łogosz Robert Mateusiak |                     |                                | Warfe - Smith (21-13, 21-16)  | Paaske - Rasmussen (21-17, 11-21, 15-21) |            |         |

#### Femme
| Discipline | Sportif         | Détails           | Détails        | Détails        | Détails       | Détails    | Détails |
|            |                 | 1/64 de finale    | 1/32 de finale | 1/16 de finale | 1/4 de finale | 1/2 finale | Finale  |
| Simple     | Kamila Augustyn | Jun (15-21, 5-21) |                |                |               |            |         |

#### Mixte
| Discipline | Sportif                              | Détails        | Détails        | Détails                        | Détails                | Détails    | Détails |
|            |                                      | 1/64 de finale | 1/32 de finale | 1/16 de finale                 | 1/4 de finale          | 1/2 finale | Finale  |
| Double     | Robert Mateusiak Nadieżda Kostiuczyk |                |                | Cupidon - Ah-Wan (21-8, 21-19) | He - Yu (20-22, 21-23) |            |         |

### Boxe

#### Homme
| Discipline     | Sportif         | Détails            | Détails        | Détails       | Détails    | Détails |
|                |                 | 1/32 de finale     | 1/16 de finale | 1/4 de finale | 1/2 finale | Finale  |
| Moins de 48 kg | Łukasz Maszczyk | Kargbo (RSC)       | Uutoni (+5-5)  | Barnes (5-11) |            |         |
| 48 - 51 kg     | Rafał Kaczor    | Sarsembayev (5-14) |                |               |            |         |

RSC : Déclassement de l'adversaire (Referee Stopped Contest)

### Canoë-kayak

#### En ligne
| Athlète             | Compétition | Éliminatoires  | Éliminatoires | Demi-finales   | Demi-finales | Finale A       | Finale A |
| Athlète             | Compétition | Temps          | Rang          | Temps          | Rang         | Temps          | Rang     |
| ------------------- | ----------- | -------------- | ------------- | -------------- | ------------ | -------------- | -------- |
| Marek Twardowski    | K1 500m     | 1 min 39 s 436 | 4e            | 1 min 43 s 733 | 5e           | -              | -        |
| Marek Twardowski    | K2 500m     | 1 min 32 s 107 | 6e            | 1 min 31 s 481 | 2e           | 1 min 31 s 869 | 8e       |
| Adam Wysocki        | K2 500m     | 1 min 32 s 107 | 6e            | 1 min 31 s 481 | 2e           | 1 min 31 s 869 |          |
| Adam Seroczyński    | K2 1000m    | 3 min 18 s 282 | 2e            | NC             | NC           | DSQ            | /        |
| Mariusz Kujawski    | K2 1000m    | 3 min 18 s 282 | 2e            | NC             | NC           | DSQ            | /        |
| Marek Twardowski    | K4 1000m    | 2 min 59 s 290 | 3e            | NC             | NC           | 2 min 59 s 505 | 6e       |
| Tomasz Mendelski    | K4 1000m    | 2 min 59 s 290 | 3e            | NC             | NC           | 2 min 59 s 505 | 6e       |
| Pawel Baumann       | K4 1000m    | 2 min 59 s 290 | 3e            | NC             | NC           | 2 min 59 s 505 | 6e       |
| Adam Wysocki        | K4 1000m    | 2 min 59 s 290 | 3e            | NC             | NC           | 2 min 59 s 505 | 6e       |
| Paweł Baraszkiewicz | C1 500m     | 1 min 50 s 463 | 3e            | 1 min 51 s 744 | 3e           | 1 min 50 s 048 | 8e       |
| Marcin Grzybowski   | C1 1000m    | 4 min 02 s 010 | 3e            | 4 min 00 s 226 | 4e           | -              | -        |
| Daniel Jędraszko    | C2 500m     | 1 min 42 s 309 | 3e            | NC             | NC           | 1 min 44 s 389 | 9e       |
| Roman Rynkiewicz    | C2 500m     | 1 min 42 s 309 | 3e            | NC             | NC           | 1 min 44 s 389 | 9e       |
| Wojciech Tyszyński  | C2 1000m    | 3 min 42 s 177 | 5e            | 3 min 42 s 435 | 1er          | 3 min 42 s 845 | 7e       |
| Paweł Baraszkiewicz | C2 1000m    | 3 min 42 s 177 | 5e            | 3 min 42 s 435 | 1er          | 3 min 42 s 845 | 7e       |

| Athlète          | Compétition | Éliminatoires | Éliminatoires | Demi-finales | Demi-finales | Finale A   | Finale A |
| Athlète          | Compétition | Temps         | Rang          | Temps        | Rang         | Temps      | Rang     |
| ---------------- | ----------- | ------------- | ------------- | ------------ | ------------ | ---------- | -------- |
| Dariusz Popiela  | K1          | 171.02 pts    | 5e            | 88.49 pts    | 7e           | 179.68 pts | 8e       |
| Krzysztof Bieryt | C1          | 183.29 pts    | 12e           | 90.08 pts    | 3e           | 200.21 pts | 8e       |
| Marcin Pochwała  | C2          | 198.75 pts    | 7e            | 105.32       | 8e           | -          | -        |
| Paweł Sarna      | C2          | 198.75 pts    | 7e            | 105.32       | 8e           | -          | -        |

### Cyclisme

#### Route
| Athlète            | Compétition      | Temps         | Rang |
| ------------------ | ---------------- | ------------- | ---- |
| Przemysław Niemiec | Course en ligne  | 6 h 24 min 11 | 15e  |
| Jacek Morajko      | Course en ligne  | 6 h 34 min 26 | 54e  |
| Tomasz Marczyński  | Course en ligne  | 6 h 49 min 59 | 83e  |
| Przemysław Niemiec | Contre-la-montre | 1 h 08 min 43 | 33e  |

#### Piste
| Athlète         | Compétition | 1er round | Repêchage | Demi-Finales | Finale B |
| Athlète         | Compétition | Rang      | Rang      | Rang         | Rang     |
| --------------- | ----------- | --------- | --------- | ------------ | -------- |
| Kamil Kuczyński | Keirin      | 5e        | 1er       | DNF          | 11e      |

| Athlète            | Compétition   | Qualification        | Qualification | 1/16 de finale (Repêchage)      | 1/8 de finale (Repêchage)       | Quart de finale                 | Demi-finale                     | Finale                          | Finale |
| Athlète            | Compétition   | Temps Vitesse (km/h) | Rang          | Adversaire Temps Vitesse (km/h) | Adversaire Temps Vitesse (km/h) | Adversaire Temps Vitesse (km/h) | Adversaire Temps Vitesse (km/h) | Adversaire Temps Vitesse (km/h) | Rang   |
| ------------------ | ------------- | -------------------- | ------------- | ------------------------------- | ------------------------------- | ------------------------------- | ------------------------------- | ------------------------------- | ------ |
| Łukasz Kwiatkowski | Sprint hommes | 10 s 504             | 17e           | Kenny Défaite                   | -                               | -                               | -                               | -                               | -      |

| Athlète            | Compétition         | Qualification        | Qualification | Demi-finale                     | Finale                          | Finale |
| Athlète            | Compétition         | Temps Vitesse (km/h) | Rang          | Adversaire Temps Vitesse (km/h) | Adversaire Temps Vitesse (km/h) | Rang   |
| ------------------ | ------------------- | -------------------- | ------------- | ------------------------------- | ------------------------------- | ------ |
| Maciej Bielecki    | Vitesse par équipes | 45 s 266             | 13e           | -                               | -                               | -      |
| Kamil Kuczyński    | Vitesse par équipes | 45 s 266             | 13e           | -                               | -                               | -      |
| Łukasz Kwiatkowski | Vitesse par équipes | 45 s 266             | 13e           | -                               | -                               | -      |

| Athlète         | Compétition       | Points | Rang |
| --------------- | ----------------- | ------ | ---- |
| Rafał Ratajczyk | Course aux points | 10     | 11e  |

#### VTT
| Athlète        | Compétition              | Temps           | Rang |
| -------------- | ------------------------ | --------------- | ---- |
| Marek Galiński | Cross-country VTT hommes | 2 h 01 min 29 s | 13e  |

### Escrime
| Athlète       | Compétition                 | 1/32 de finale             | 1/16 de finale                  | 1/8 de finale    | Quarts de finale | Demi-finales     | Match pour la médaille de bronze Matchs de classement 5-8 | Match pour la médaille de bronze Matchs de classement 5-8 | Finale           | Finale |
| Athlète       | Compétition                 | Adversaire Score           | Adversaire Score                | Adversaire Score | Adversaire Score | Adversaire Score | Adversaire Score                                          | Rang                                                      | Adversaire Score | Rang   |
| ------------- | --------------------------- | -------------------------- | ------------------------------- | ---------------- | ---------------- | ---------------- | --------------------------------------------------------- | --------------------------------------------------------- | ---------------- | ------ |
| Tomasz Motyka | Épée masculine individuelle | Aissam Rami Victoire 15-11 | Diego ConfalonieriDéfaite 10-15 | -                | -                | -                | -                                                         | -                                                         | -                | -      |

### Handball
- Équipe : Karol Bielecki, Mateusz Jachlewski, Bartłomiej Jaszka, Mariusz Jurasik, Bartosz Jurecki, Michał Jurecki, Rafał Kuptel, Krzysztof Lijewski, Marcin Lijewski, Paweł Piwko, Artur Siódmiak, Sławomir Szmal, Grzegorz Tkaczyk, Tomasz Tłuczyński, Marcin Wichary
- Entraîneur : Bogdan Wenta